# Tinctoporellus epimiltinus
Tinctoporellus epimiltinus är en svampart som först beskrevs av Berk. & Broome, och fick sitt nu gällande namn av Leif Ryvarden 1979. Tinctoporellus epimiltinus ingår i släktet Tinctoporellus och familjen Polyporaceae.   Inga underarter finns listade i Catalogue of Life.